# Cosmia inconspicua
Cosmia inconspicua är en fjärilsart som beskrevs av Max Wilhelm Karl Draudt 1950. Cosmia inconspicua ingår i släktet Cosmia och familjen nattflyn. Inga underarter finns listade i Catalogue of Life.